# پوولسویل (کارولینای شمالی)
پوولسویل (به انگلیسی: Powellsville) شهری در ایالت کارولینای شمالی کشور ایالات متحده آمریکا است که جمعیت آن در سرشماری سال ۲۰۱۰ میلادی، ۲۷۶ نفر بوده‌است.